# Nyctemera
Genre
Nyctemera est un genre paléarctique de lépidoptères (papillons) de la famille des Erebidae et de la sous-famille des Arctiinae.

## Liste des espèces
Selon FUNET Tree of Life (4 novembre 2020) :
- Nyctemera amicus (White, 1841)
- Nyctemera annulatum (Boisduval, 1832)
- Nyctemera cenis (Cramer, [1777])
- Nyctemera extendens  Walker, 1856
- Nyctemera immitans (Rothschild, 1915)
- Nyctemera kala (Swinhoe, 1892)
- Nyctemera kebeae (Bethune-Baker, 1904)
- Nyctemera lacticinia (Cramer, [1777])
- Nyctemera latemarginata  Pagenstecher, 1901
- Nyctemera mastrigti de Vos, 1996
- Nyctemera obtusa Walker, 1856
- Nyctemera pagenstecheri Pagenstecher, 1898
- Nyctemera pseudokala de Vos, 1996
- Nyctemera sexmaculatum (Butler, 1887)
- Nyctemera warmasina (Bethune-Baker, 1910)
- Nyctemera clathratum (Vollenhoven, 1863)
- Nyctemera giloloensis de Vos, 2007
- Nyctemera leopoldi Tams, 1935
- Nyctemera oninica de Vos, 2007
- Nyctemera mesolychna Meyrick, 1889
- Nyctemera latimargo (Rothschild, 1915)
- Nyctemera dauila de Vos, 2007
- Nyctemera baulus (Boisduval, 1832)
- Nyctemera latistriga  Walker, 1854
- Nyctemera sonticum (Swinhoe, 1892)
- Nyctemera apensis Semper, 1899
- Nyctemera calcicola Holloway, 1988
- Nyctemera distincta Walker, 1854
- Nyctemera clarior Roepke, 1957
- Nyctemera kiauensis Holloway, 1976
- Nyctemera kinibalina Snellen, 1899
- Nyctemera lugens Roepke, 1949
- Nyctemera malaccana Roepke, 1957
- Nyctemera ploesslo Cerný, 2009
- Nyctemera popiya (Swinhoe, 1903)
- Nyctemera regularis (Snellen, 1880)
- Nyctemera sumatrensis Heylaerts, 1890
- Nyctemera tenompoka Holloway, 1988
- Nyctemera adversata (Schaller, 1788)
- Nyctemera tripunctaria (Linnaeus, 1758)
- Nyctemera radiata Walker, 1856
- Nyctemera alba (Moore, 1877)
- Nyctemera arctata Walker, 1856
- Nyctemera albofasciata (Wileman, 1911)
- Nyctemera zerenoides (Butler, 1881)
- Nyctemera scalarium (Vollenhoven, 1863)
- Nyctemera montana Holloway, 1976
- Nyctemera hyalina (Bethune-Baker, 1910)
- Nyctemera kinabaluensis Reich, 1932
- Nyctemera toradjana de Vos, 2015
- Nyctemera celebensis de Vos, 2015
- Nyctemera undulata de Vos & Cerný, 1999
- Nyctemera palawanica de Vos & Cerný, 1999
- Nyctemera browni (Schultze, 1908)
- Nyctemera angustipennis Kishida, 1994
- Nyctemera consobriniformis de Vos & Cerný, 1999
- Nyctemera gratia (Schultze, 1910)
- Nyctemera luzonensis Wileman, 1915
- Nyctemera lunulata de Vos & Cerný, 1999
- Nyctemera owadai Kishida, 1994
- Nyctemera toxopei van Eecke, 1929
- Nyctemera robusta de Vos & Cerný, 1999
- Nyctemera goliath de Vos, 2015
- Nyctemera carissima (Swinhoe, 1891)
- Nyctemera correcta (Walker, [1865])
- Nyctemera evergista (Stoll, [1781])
- Nyctemera gerra (Swinhoe, 1903)
- Nyctemera hampsoni (Swinhoe, 1889)
- Nyctemera luzonica (Swinhoe, 1917)
- Nyctemera maculata Walker, 1854
- Nyctemera muelleri (Vollenhoven, 1863)
- Nyctemera swinhoei de Vos, 2002
- Nyctemera coleta (Stoll, [1781])
- Nyctemera groenendaeli de Vos, 1995
- Nyctemera contrasta de Vos & Cerný, 1999
- Nyctemera dentifascia Snellen, 1898
- Nyctemera herklotsii (Vollenhoven, 1863)
- Nyctemera luctuosa (Vollenhoven, 1863)
- Nyctemera ludekingii (Vollenhoven, 1863)
- Nyctemera simulatrix Walker, [1865]
- Nyctemera trita Walker, 1854